# Ябалаклы
Ябалаклы (баш. Ябалаҡлы) — село в Чишминском районе Республики Башкортостан Российской Федерации. Входит в состав Шингак-Кульского сельсовета. Название происходит от обозначения совы (баш. Ябалаҡ).
Находится на левом берегу реки Дёмы.

## География

### Географическое положение
Расстояние до:
- районного центра (Чишмы): 29 км,
- центра сельсовета (Шингак-Куль): 4 км,
- ближайшей ж/д станции (Шингак-Куль): 4 км.

## История

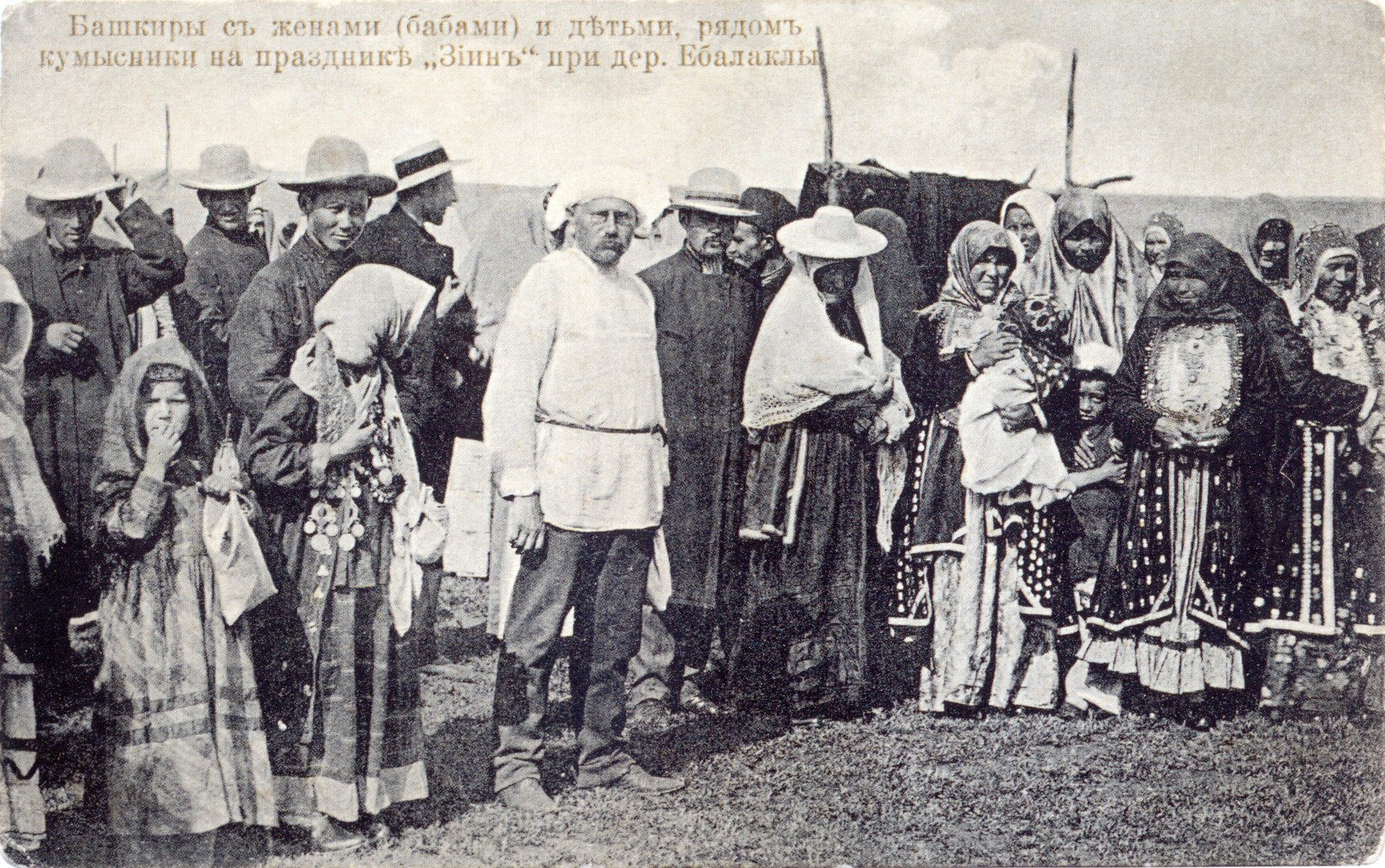
Башкиры на празднике йыйын. Начало XX века.

Село основано башкирами Кыркули-Минской волости Ногайской дороги на собственных землях, известно с 1780 года.
С образованием в конце XVIII в. выселка Новые Ябалаклы фиксировалось как Старые Ябалаклы. В 1795 году в 6 дворах проживало 36 чел., в 1865 г. в Ябалаклах (Новых и Старых) в 72 дворах — 421 человек. Занимались скотоводством, земледелием, плетением лаптей, пчеловодством, шитьём шуб, лесными промыслами. Были мечеть, училище, 3 водяные мельницы. В 1906 (совр. назв.) зафиксированы мечеть, 3 бакалейные лавки, хлебозапасный магазин. Около села находятся Ябалаклинские курганы.

## Население
| 2002 | 2009 | 2010 |
| ---- | ---- | ---- |
| 254  | ↗306 | ↘277 |

## Инфраструктура
Есть психоневрологический диспансер, фельдшерско-акушерский пункт, клуб.

## Религия
В селе есть мечеть.